# Michel Warnon
Michel Warnon (8 février 1937 - 28 janvier 1999), un homme politique socialiste  belge. 
Il fut très apprécié pour son grand humanisme et sa franchise. Il avait également la réputation d'être un homme droit, proche des gens,  qui ne faisait pas de promesses sans être sûr de pouvoir les tenir.
Il fut le doyen du Collège provincial et à l'initiative de plusieurs projets dans le secteur médico- social. Une école et une salle des fêtes seront rebaptisées à son nom peu après son décès des suites d'un maladie foudroyante.

## Carrière politique
- De 1977 à 1980 : 1er échevin de Sambreville.
- De 1980 à 1982 : Bourgmestre de Sambreville.
- De 1982 à 1999 : Député permanent[1]